# Lycaenops
Lycaenops var ett släkte therapsider som levde under slutet av perm. Fossil av Lycaenops har påträffats i Sydafrika, Malawi, Tanzania och Zambia. Fynd från Ryssland flyttades till ett annat släkte.
Lycaenops betyder "vargansikte". Lycaenops var köttätare och hade långa ben och blev omkring en meter lång. Arterna kunde troligen springa fort för att jaga sina byten. De hade långa hörntänder och framsidan av skallen hade extra fördjupningar för att de skulle passa.